# 南北朝 (越南)

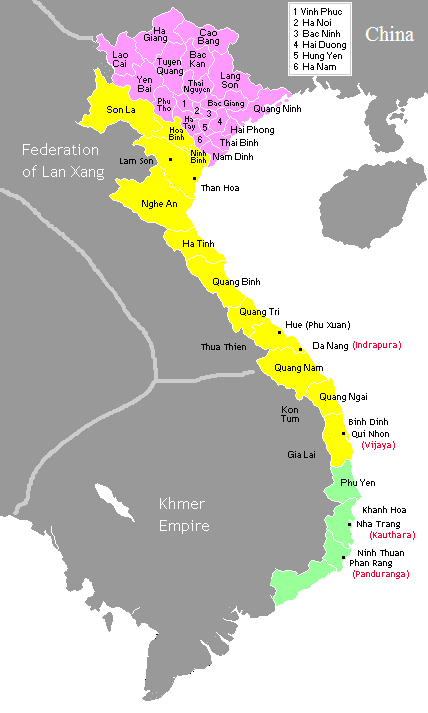
1540年形勢圖，粉紅色為北方的莫朝；南方的阮氏與鄭氏為黃色；綠色地區是占婆衰敗後的剩餘領土

南北朝（越南语：／，1533年－1592年）是指越南歷史上在後黎朝復辟（1533年）之後，後黎朝滅莫朝（1592年）之前，莫、黎两朝相争時期。

## 歷史
北方為莫朝，南方的後黎朝先後被阮、鄭所控制。最終後黎朝於1592年消滅莫朝，恢復了其對全境的名義上的統治。莫氏在亡國之後一度在宗主國中國（明朝、清朝）的保護下享有越南北部高平地區，1677年徹底滅亡。

## 君主

### 莫朝
1. 莫太祖（1527年－1529年）
2. 莫太宗（1529年－1540年）
3. 莫憲宗（1540年－1546年）
4. 莫宣宗（1546年－1564年）
5. 莫茂洽（1564年－1592年）
6. 莫全（1592年）

### 後黎朝
1. 黎莊宗（1533年－1548年）
2. 黎中宗（1548年－1556年）
3. 黎英宗（1556年－1572年）
4. 黎世宗（1572年－1599年）